# イーグル・メダリオン
イーグル・メダリオン（Eagle Medallion）は、クライスラーが販売していた自動車である。ルノー・21のバッジエンジニアリングであった。メダリオンはルノー・21と同じプラットフォームを使用して製造されていたが、アメリカ市場のメダリオンは入手のし易さからドライブトレーンが異なり、外装においても現地の法規に合わせるべくフロントのデザイン、ボディ各部が異なっていた。当初メダリオンはアメリカン・モーターズ(AMC)からルノー名義で販売されたが、メダリオンが北米市場に導入された直後にルノー社はアメリカでの事業をAMCを買収したクライスラー社に売却した。

## 起源
メダリオンはルノー社で開発され提携会社のアメリカン・モーターズ社（AMC）から1987年モデルの初めから輸入販売（captive import）された。元々は販売状況が思わしくないルノー・18i／スポーツワゴン（Renault 18）と古びてキャンセルされたAMC・コンコード（AMC Concord）をAMC／ルノーの販売店内で代替することを考慮されており、1987年8月にクライスラー社がAMCを買収するまでの短い期間メダリオンはルノーのバッジを付けたままであった。その後クライスラー社の輸入販売となると"イーグル・メダリオン"として新設されたジープ＝イーグル（Jeep-Eagle）部門を通じて販売された。

## 設計
メダリオンはヨーロッパのルノー・21から流用してきた2.2L 直列4気筒エンジンを使用していた。このエンジンは当時のルノーの伝統に則り縦置きエンジン配置（南北エンジン配置）を採っており、5速MTか電子制御3速ATを介して前輪を駆動していた。同時代のほとんどの前輪駆動車がより空間効率に優れる横置きエンジン配置を採用していたが、当時としては珍しい縦置きエンジン配置は回転半径を小さく抑えられ高い整備性を実現していた。
この配置の理由は、ルノー製の大きなエンジン（2L以上）のトルクが強大過ぎることから縦置きに搭載されたエンジン配置によりトルクステアを抑える助けになるからであった。縦置きエンジンに装着されたトランスミッションは車体中央に位置し、これは左右のドライブシャフトの長さが等しくなることを意味している。ヨーロッパでは、より小排気量で非力なエンジンを搭載したルノー・21のモデルはルノー・9の様な小型モデルと同じように横置きエンジン配置であった。他方では2L以上のエンジンを搭載した高グレードモデルは、以前のルノー・20や30と同じ縦置きエンジン配置をとっていた。全てのモデルが2L以上のエンジンを搭載していたルノー・25もこれと同じエンジン配置であった。

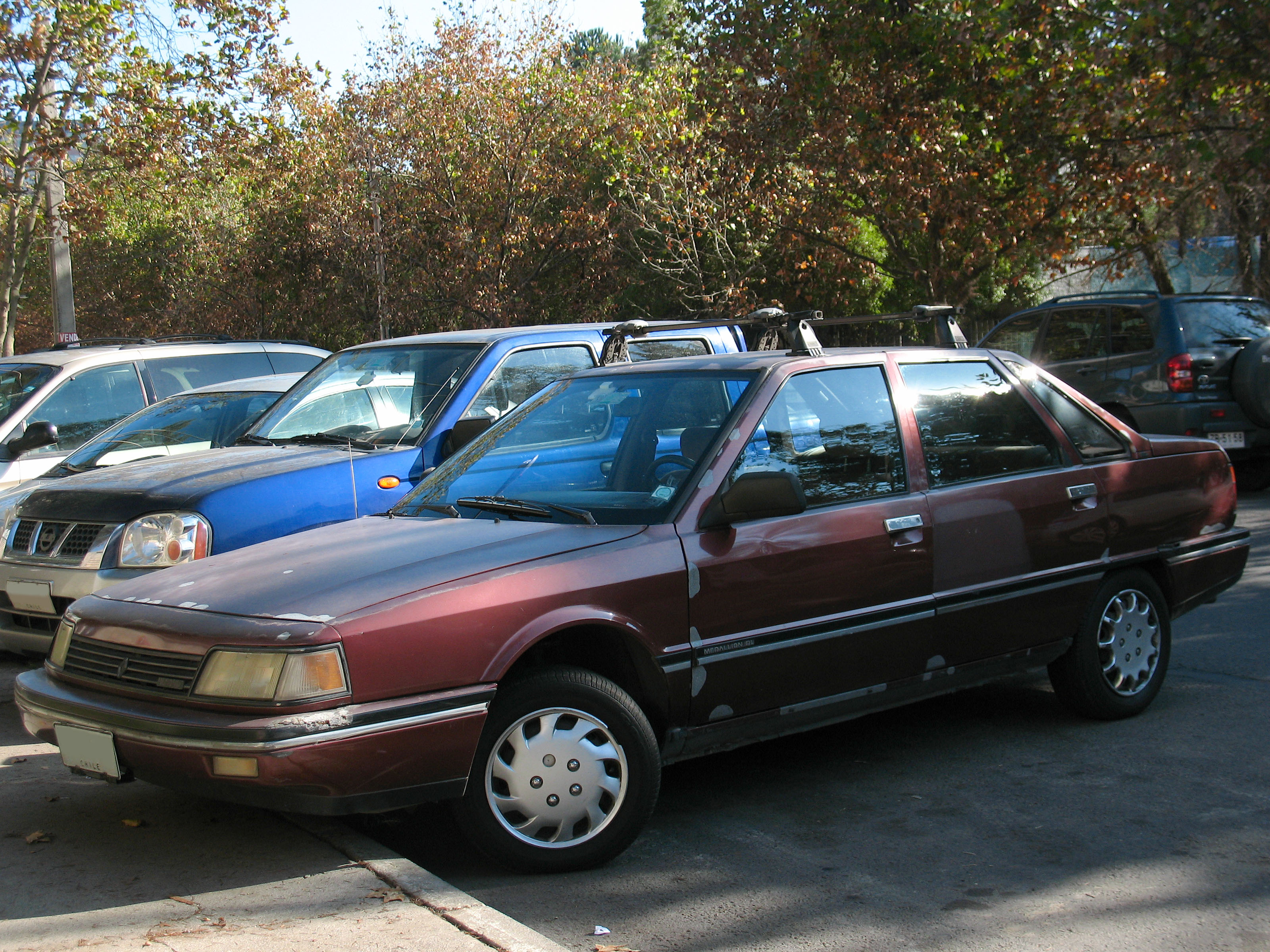
ルノー・メダリオン (DL)

元となったヨーロッパのルノー・21が1986年に発表されたときは当時の同時期の車とは異なった設計上の特徴を持っており、この新しいフランスの車は1983年に市場に導入されたアウディ・100に最も良く似ていた。メダリオンは同じコンパクトカー（Compact car）・クラスの中で比べると室内が広く、セダンでは特筆に価するほどの広さのトランクを備えていた。ステーションワゴンは一風変わっており、セダンよりも長いホイールベースとオールズモビル・ヴィスタクルーザーやフォード・フリースタイル（Ford Freestyle）の様な前向きの3列目の座席を持っていた。ベースグレードはDLであったが、メダリオンの販売期間中どちらのボディ型式でも標準装備品の多い高グレードのLXが選択できた。

1988年モデルとして販売開始されたメダリオンは当時新しかったイーグル・ブランドで"単に新しい（そして遥かに格好の良い）バッジを貼り付けて"販売された。しかし、メダリオンはルノー社の車としては保守的な車だと考えられていたが、それでもなおほとんどのアメリカ人の顧客にとっては"奇妙な（quirky）"な車だったため販売は芳しくなかった。また品質感にも欠けていた。クライスラー社は1989年モデルの終了と共にこの車のルノーからの調達を停止した。

## 販売
当初の評判は良かった一方で、AMCがマーケッティングに限定的な力しか投入せずクライスラー社がAMCを買収するかもしれないという自動車産業界での根強い噂がこの車の導入に暗い影を落としたことにより北米市場でのメダリオンの発売は粗略に扱われた。それゆえ、メダリオンは市場でも競争の激しいセグメントの中で手堅い選択肢であったが売れ行きは良くなかった。
当時のクライスラー社の社長であったボブ・ラッツは2003年の自著"ガッツ（Guts）"の中で、メダリオンとそれより大型のイーグル・プレミアは、どれだけ魅力的で競争力がある車であっても確実に成功作となるほど多数の顧客はその車には注意を払わないことの"証明"となったと記している。
実際にクライスラー社はイーグルの車を、1971年以来提携関係にある日本の三菱自動車工業から供給されるバッジエンジニアリング車に移行していた。この時期にクライスラー社は共同事業の製造会社ダイアモンド＝スター・モータース社（Diamond-Star Motors）に出資しており、イリノイ州ノーマルに年間生産量が250万台近くの新しい工場を建設していた。
三菱から供給される小型のイーグル・サミットは、数年の間アライアンス（Alliance）とアンコール（Encore）の所有者向けの受け皿となるように考えられていたが、メダリオンに関してはルノー社との間の法的問題のために手が付けられなかった。